# Angela Sandritter
Angela Lilo Sandritter (Heidelberg, 22 novembre 1975) è un'attrice tedesca.

## Biografia
Nel 1998 termina gli studi all'Accademia di Musica e Teatro di Lipsia. Dal 2005 al 2007 è nel cast della soap opera di ZDF La strada per la felicità, con il ruolo di Silke Mertens. Dal 2004 al 2008 interpreta Tina Hauff nel telefilm Il nostro amico Charly, sempre sulla stessa rete. È Rebecca "Becky" Moore in un film della saga Rosamunde Pilcher, in onda nel 2008 su ZDF.

## Filmografia

### Cinema
- Rabentage, regia di Thomas Haaf (2009)
- Hitler's Grave, regia di Daryush Shokof (2010)

### Teatro
- Die Bakchen, regia di Herbert König (1996)
- Ehepaar Schiller, regia di Wolfgang Engel (1997)
- Clavigo, regia di Wolfgang Engel (1997)
- Parzival, regia di Herbert König (1998)
- Lederfresse (1998)
- Sinn, regia di Alex Novak (2008)

### Televisione
- Ein Mann fällt nicht vom Himmel, regia di Sibylle Tafel (1998)
- Ein Fleisch und Blut, regia di Petra Käthe Niemeyer (1998)
- In aller Freundschaft – serie TV, episodio 1x35 (1999)
- Siska – serie TV, episodio 2x10 (1999)
- Tatort – serie TV, episodi 1x293-1x428 (1993-1999)
- Die Cleveren – serie TV, episodio 2x02 (2000)
- SOKO 5113 – serie TV, episodio 18x13 (2000)
- Sinan Toprak ist der Unbestechliche – serie TV, episodio 1x04 (2001)
- Il commissario Kress (Der Alte) – serie TV, episodi 22x09-26x02 (1998-2002)
- Die Wache – serie TV, episodio 9x04 (2002)
- Wen küsst die Braut?, regia di Lars Montag (2002)
- Guardia costiera (Küstenwache) – serie TV, episodio 6x01 (2003)
- Polizeiruf 110 – serie TV, episodio 33x03 (2004)
- König von Kreuzberg – serie TV, episodio 1x01 (2005)
- Alles außer Sex – serie TV, episodio 1x04 (2005)
- K11 - Kommissare im Einsatz – serie TV (2004-2006)
- Und ich lieb dich doch!, regia di Thomas Nikel (2006)
- Pfarrer Braun – serie TV, episodio 4x03 (2006)
- La strada per la felicità (Wege zum Glück) – serial TV, 462 puntate (2005-2007)
- Il nostro amico Charly (Unser Charly) – serie TV, 56 episodi (2004-2008)
- Rosamunde Pilcher – serie TV, episodio 1x70 (2008)
- Un ciclone in convento (Um Himmels Willen) – serie TV, episodio 9x01 (2010)
- Die Rosenheim-Cops – serie TV, episodi 5x08-10x12 (2005-2011)
- Alles aus Liebe – serie TV (2011)

## Programmi televisivi
- Casting About, regia di Barry J. Hershey (2005)